# Zaslauje
Zaslauje (bělorusky Заслаўе – Zaslaŭje, rusky Заславль – Zaslavl) je město v Minské oblasti v Bělorusku. K roku 2006 mělo bezmála čtrnáct tisíc obyvatel.

## Poloha
Zaslauje leží na řece Svislači (přítoku Bereziny) pod hrází Zaslaujské přehrady. Od Minsku, hlavního města republiky, je vzdáleno přibližně dvacet kilometrů severozápadně.

## Dějiny
Zaslauje založil v roce 985 Vladimír I., kníže Kyjevské Rusi.